# Johannes Kleiman
Johannes Kleiman (n. 17 august 1896, Koog aan de Zaan⁠(d), Olanda de Nord, Țările de Jos – d. 28 ianuarie 1959, Amsterdam, Țările de Jos) a fost unul dintre cetățenii neerlendezi care au ajutat la ascunderea Annei Frank și a familiei ei în timpul ocupației naziste a Țărilor de Jos. În versiunea publicată a Jurnalului Annei Frank, el are pseudonimul domnul Koophuis. În unele republicări recente ale jurnalului, pseudonimul a fost eliminat, iar Kleiman este menționat ca domnul Kleiman.

## Biografie
Kleiman s-a născut în Koog aan de Zaan, Țările de Jos, și s-a căsătorit în iulie 1923 cu Johanna Reuman, cu care va avea o fiică, Corrie, născută la 9 august 1925. Îl cunoaște pe Otto Frank în 1923, când acesta din urmă încerca să înființeze o sucursală a băncii Michael Frank la Amsterdam. Kleiman a fost înregistrat ca împuternicit al băncii în mai 1924 și avea depline puteri în luna decembrie a aceluiași an, când banca a intrat în lichidare. A lucrat apoi pentru compania CIMEX, fondată de fratele său, Willy, și care se ocupa cu vânzarea de dezinfectanți. 
El a devenit în 1933 un prieten apropiat al familiei Frank, care se refugiase în Țările de Jos din cauza ascensiunii nazismului în Germania. În acea perioadă, Otto Frank a înființat sucursala neerlandeză a companiei Opekta, specializată în comerțul cu pectină. Afacerea nu a mers prea bine și în 1938 Otto Frank a hotărât să-și extindă gama de produse vândute prin producerea de condimente și a înființat compania Pectacon (iunie 1938), angajându-l pe Hermann van Pels, care avea cunoștințe în domeniu. Johannes Kleiman a fost angajat să țină contabilitatea celor două companii. La sfârșitul anului 1940, cele două companii și-au stabilit sediul în clădirea de pe Prinsengracht 263. Johannes Kleiman, Victor Kugler și secretara Bep Voskuijl lucrau pentru Pectacon, în timp ce Otto Frank și secretara Miep Gies lucrau pentru Opekta. Pentru a preveni confiscarea companiei Pectacon de către stat ca „întreprindere evreiască”, Otto Frank i-a cerut lui Jan Gies în decembrie 1940 să reînregistreze compania în registrul comercial sub numele La Synthèse N.V., ca și cum el ar fi cumpărat-o; compania (al cărei nume va fi schimbat la 8 mai 1941 în Gies & Co.) va fi condusă de Victor Kugler. Conducerea companiei Opekta a fost preluată de Johannes Kleiman.
La 6 iulie 1942, cu ajutorul lui Johannes Kleiman, familia a intrat în clandestinitate și s-a ascuns într-o anexă a companiei Opekta. Până în august 1944, el și colegii săi Miep Gies, Victor Kugler și Bep Voskuijl au avut grijă de cei opt evrei din ascunzătoare. Starea sa de sănătate s-a agravat, ceea ce i-a îngrijorat pe ocupanții anexei și în primul rând pe Anne. În martie 1943 Johannes suferea de ulcer și a trebuit să fie operat pe 1 septembrie.
În august 1944 el a fost arestat, împreună cu Victor Kugler de către Gestapo, după ce un informator necunoscut a alertat autoritățile cu privire la ascunderea unor evrei în sediul de pe Prinsengracht. El a fost interogat la sediul Gestapo-ului de pe Euterpestraat, apoi transferat în aceeași zi la închisoarea pentru evrei și deținuți politici de pe Amstelveenseweg, în așteptarea deportării. Pe 7 septembrie a fost mutat la închisoarea de pe Weteringschans, apoi, patru zile mai târziu, pe 11 septembrie, a fost transportat în lagărul de concentrare Amersfoort înainte de a fi eliberat la 18 septembrie 1944 prin dispensă specială de la Crucea Roșie, din cauza problemelor de sănătate. În total, el a fost prizonier al naziștilor timp de aproximativ șase săptămâni.
După publicarea Jurnalului Annei Frank, care a detaliat perioada de doi ani în care familia a trăit ascunsă, Kleiman a însoțit în mod regulat sute de jurnaliști și de vizitatori în fosta ascunzătoare, care fusese golită la începutul anilor 1950. După ce Otto Frank a emigrat în Elveția, Kleiman a devenit în 1953 director general al companiei Opekta. El a devenit foarte implicat în înființarea Fundației Anne Frank, la 3 mai 1957, dar nu a apucat să vadă deschiderea muzeului în anul 1960. A murit în biroul său pe 28 ianuarie 1959. Otto Frank a fost devastat de această pierdere.